# Урбэн, Жорж
Урбэн, Жорж (12 апреля 1872 — 5 ноября 1938) — французский химик. С 1921 года — член Парижской Академии наук. В 1894 году окончил Школу индустриальной физики и химии в Париже. В 1895—1899 годах работал в Парижском университете, затем в течение 5 лет — в Генеральной электрической компании. Читал лекции в Школе индустриальной физики и химии. С 1906 года — профессор Парижского университета. В 1908 году избран ректором Парижского университета. С 1928 года — директор Института химии.

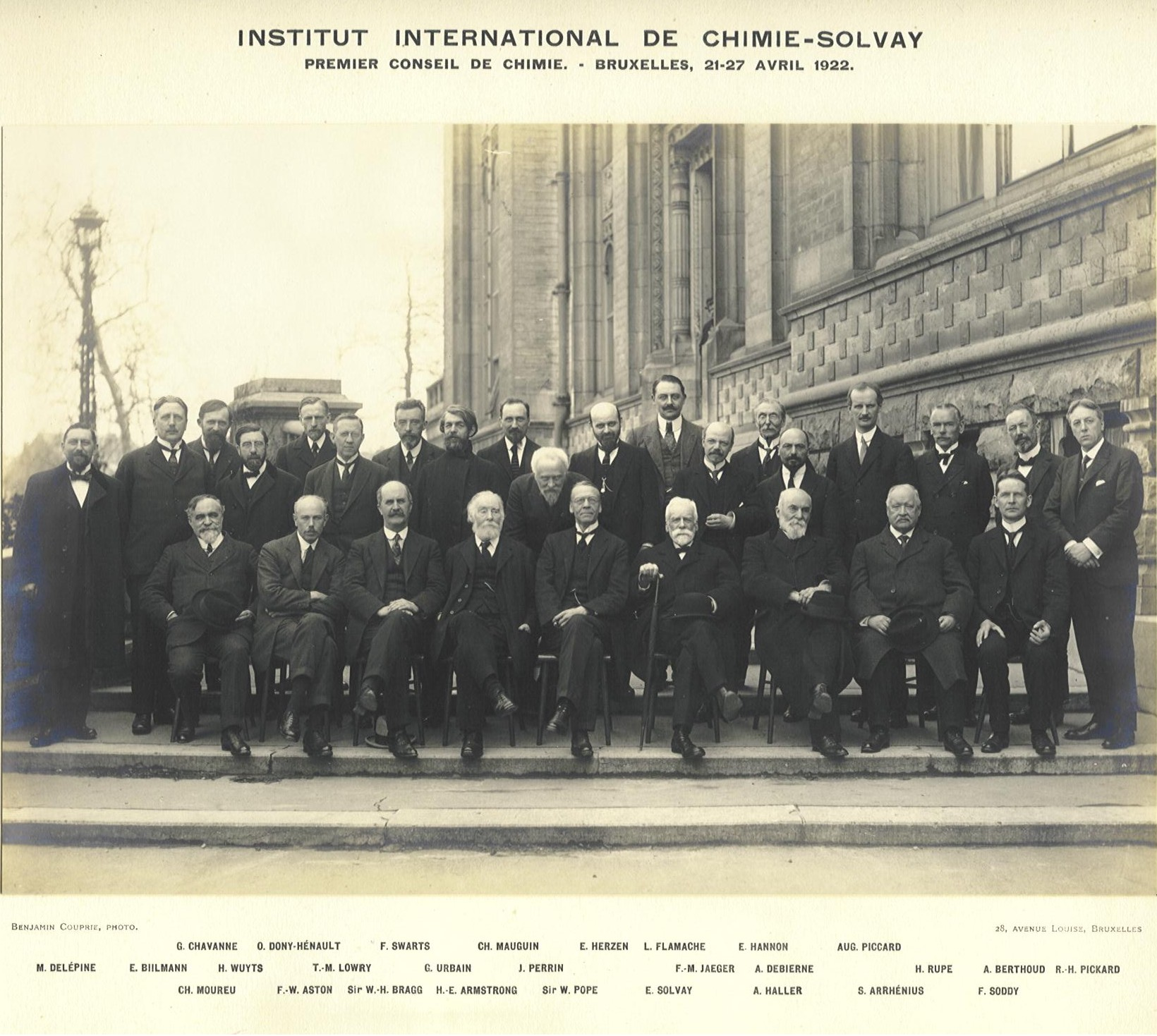
Ж. Урбэн среди участников первой Сольвеевской конференции по химии (пятый слева во втором ряду (в застегнутом пальто)). Брюссель, 1922

Основной областью научных интересов являлось изучение физико-химических свойств редкоземельных металлов. В 1907 году доказал, что иттербий, открытый Ж. Ш. Г. де Мариньяком в 1878 году, представляет собой смесь двух редкоземельных элементов. За одним из них предложил сохранить название иттербий. Другой элемент получил название лютеций в честь древнеримского названия столицы Франции.
Усовершенствовал методы разделения редкоземельных элементов. Разработал технологию дробной кристаллизации.
С 1912 года стал заниматься химией комплексных соединений.
С 1925 года главным направлением его работ стали исследования строения молекул, развитие теории валентности. В 1926—1928 гг. — президент Французского химического общества.
Иностранный член-корреспондент АН СССР с 5 декабря 1925 года.